# تویوتا کورولا (ئی۸۰)
تویوتا کورولا (ای۸۰) (Toyota Corolla (E۸۰)) خودرویی است که در سال‌های ۱۹۸۳ تا ۱۹۸۷در تویوتا، آیچی، ژاپن، فیلیپین، دوربان و آفریقای جنوبی تولید شده‌است.
طراحی آن موتور جلو، خودرو محور جلو، توزیع نیروی پیشران و خودرو چهار چرخ محرک بوده است. سیستم جعبه‌دندهٔ آن ۵ دنده به دو صورت خودکار و دستی است.